# Portugalia la Concursul Muzical Eurovision Junior
Portugalia a debutat la Concursul Muzical Eurovision Junior în anul 2006.

## Rezultate

#### Legendă:
Câștigător
     Locul al doilea
     Locul al treilea
     Ultimul loc
| An   | Gazda     | Artist           | Titlu                                  | Poziție | Puncte |
| ---- | --------- | ---------------- | -------------------------------------- | ------- | ------ |
| 2006 | București | Pedro Madeira    | "Deixa-me sentir"                      | 14      | 22     |
| 2007 | Rotterdam | Jorge Leiria     | "Só quero é cantar"                    | 16      | 15     |
| 2017 | Tbilisi   | Mariana Venancio | "Youtuber"                             | 14      | 54     |
| 2018 | Minsk     | Rita Laranjeira  | "Gosto de Tudo (Ja Nao Gosto de Nada)" | 18      | 42     |
| 2019 | Gliwice   | Joana Almeida    | "Vem Comigo ( Come with Me)"           | 16      | 43     |
| 2021 | Paris     | Simão Oliveira   | "O rapaz"                              | 11      | 101    |
| 2022 | Erevan    | Nicolas Alves    | "Anos 70"                              | 8       | 121    |

## Istoria voturilor (2006-2007)
| Poziție | Țară                | Puncte |
| ------- | ------------------- | ------ |
| 1       | Belarus             | 24     |
| 2       | Rusia               | 16     |
| 3       | România             | 14     |
| 4       | Suedia              | 13     |
| 5       | Republica Macedonia | 10     |

| Poziție | Țară    | Puncte |
| ------- | ------- | ------ |
| 1       | Spania  | 7      |
| 2       | Malta   | 3      |
| 3       | Armenia | 2      |
| 4       | Cipru   | 1      |